# サントリー美術館

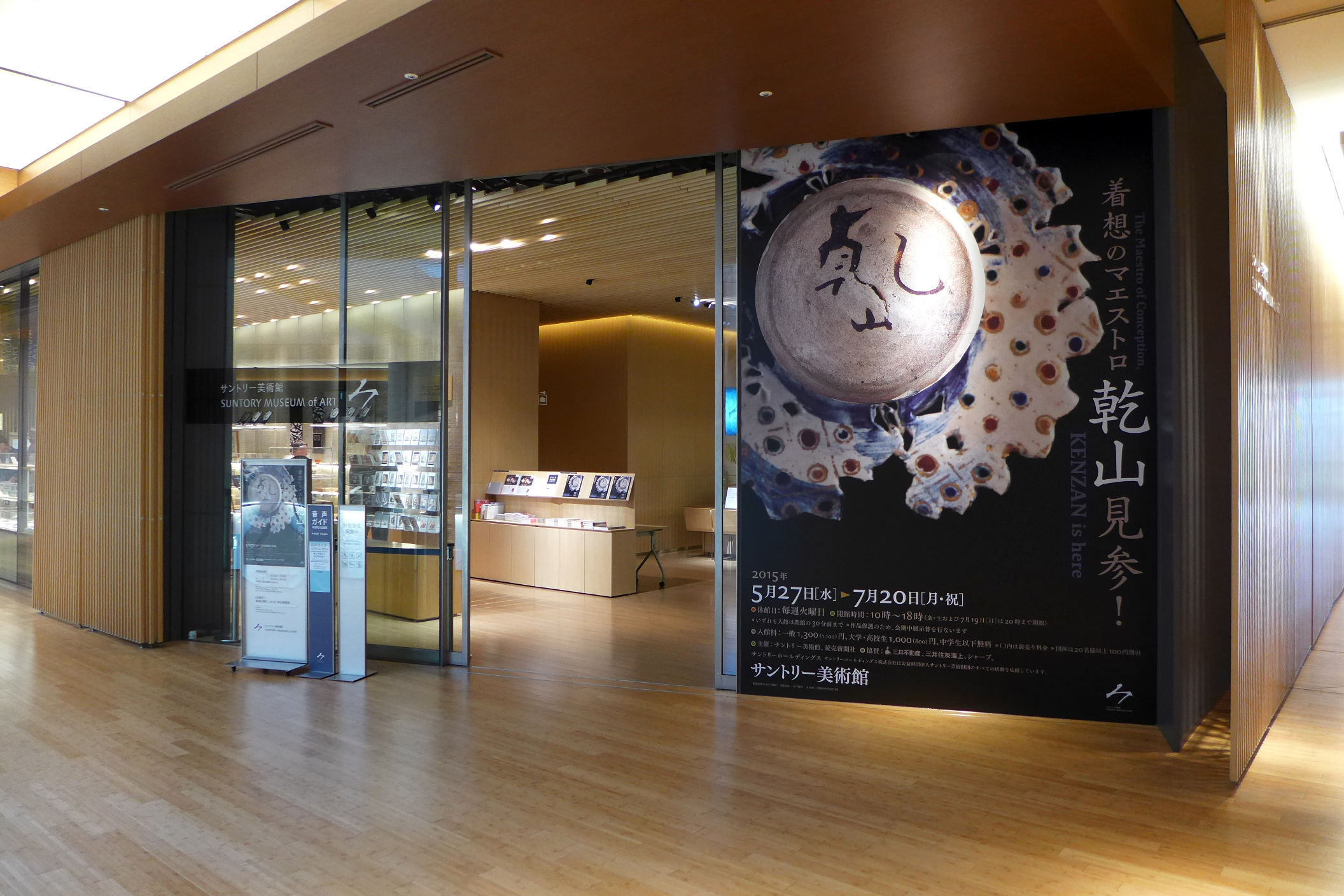
入口（リニューアル前）

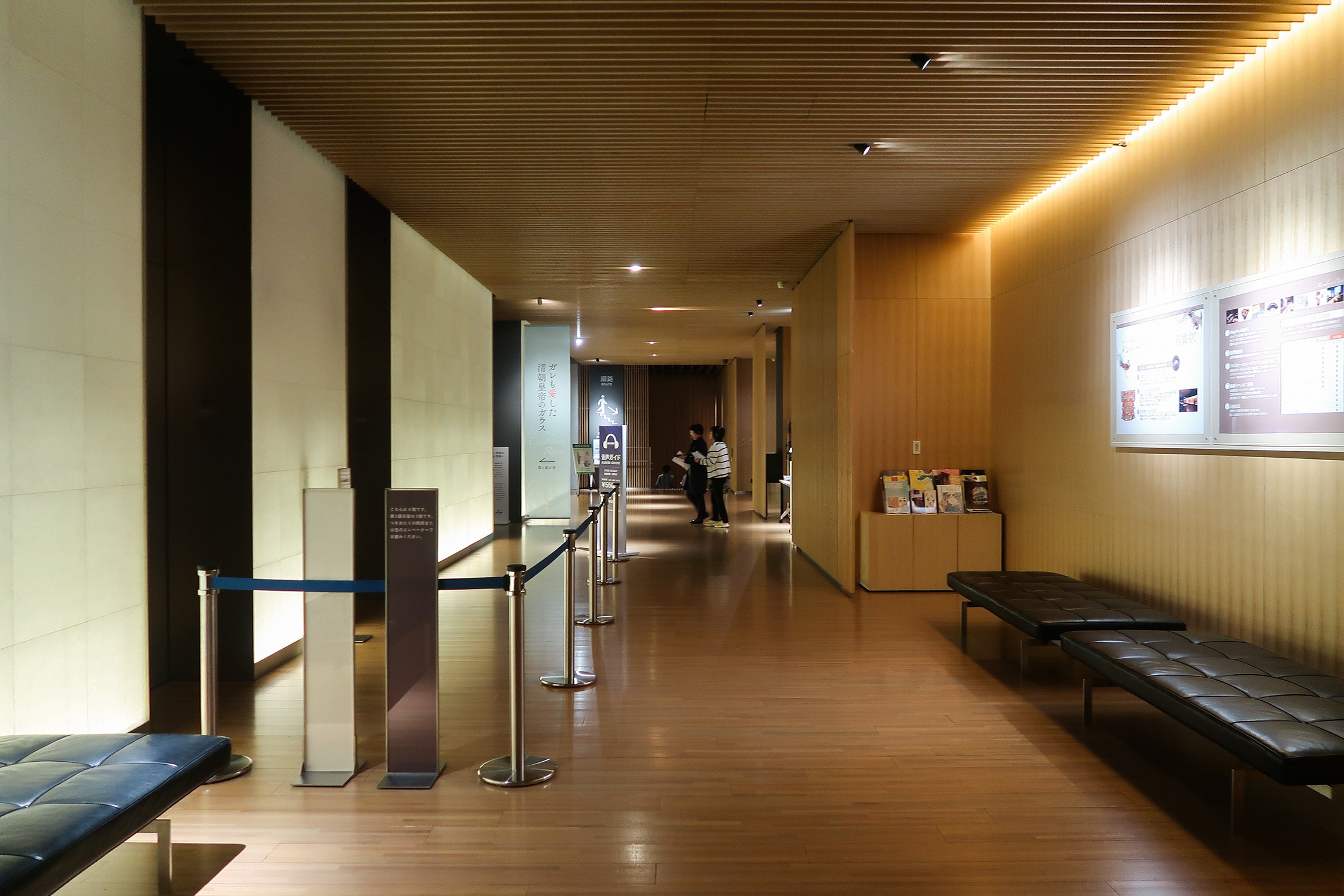
ロビー（リニューアル前）

サントリー美術館 （サントリーびじゅつかん）は、東京都港区赤坂九丁目東京ミッドタウンにある、日本の古美術が中心の私立美術館。運営は公益財団法人サントリー芸術財団。

## 概要
1961年、飲料メーカーのサントリー社長・佐治敬三が「生活の中の美」を基本テーマとして千代田区丸の内のパレスビル内にサントリー美術館を開館した。その後、1975年に港区赤坂のサントリービルに移転した。2005年1月にサントリー東京支社がお台場に移転することに合わせて一時的に休館し、2007年3月30日に防衛庁跡地を再開発して建築された「東京ミッドタウン」に入居する新「サントリー美術館」として再オープンした。2019年11月に一時的に休館し、改修工事を施し、2020年7月にリニューアルオープンした。これにより天井の耐震性が強化され、室内照明がLEDに変更され、エントランス、併設のショップとカフェ、スタッフの制服が一新された。リニューアルのデザイン監修は、本館が入居する東京ミッドタウンガーデンサイトと本館の設計を手掛けた隈研吾が行った。本館と森美術館と国立新美術館と合わせて3館で「六本木アート・トライアングル」を構成している。
一般的に主な収蔵品が日本の古美術である美術館は戦前の実業家のコレクションを母体としたものが多いが、サントリー美術館は収蔵品が戦後から1つのテーマをもって集められた点が特徴的である。江戸切子・薩摩切子・エミール・ガレ等のガラス工芸品 (ひとよ茸ランプ等) も代表的なコレクションのひとつ。

## 主な収蔵品
収蔵件数は約3,000件で、国宝1件、重要文化財15件、重要美術品21件が含まれている。2024年度に新たに1件が重要文化財に指定された。
国宝
- 浮線綾螺鈿蒔絵手箱（ふせんりょうらでんまきえ てばこ）

重要文化財
- 紙本著色病草紙断簡（不眠の女）[注 2]
- 紙本著色源順像（みなもとのしたごうぞう）（佐竹本三十六歌仙絵巻）
- 紙本墨画善教房絵詞
- 紙本著色酒伝童子絵巻 狩野元信筆 3巻[4]
- 紙本金地著色泰西王侯騎馬図　四曲一双（元は神戸市立博物館本と対をなす）
- 紙本金地著色南蛮人渡来図　六曲一双　狩野山楽筆（推定）
- 紙本著色四季花鳥図　六曲一双
- 色絵花鳥文八角大壺　伊万里
- 色絵五艘船図大平鉢　伊万里
- 染付松樹文三脚皿　鍋島
- 白藍絵金彩薄文蓋物（しろあいえきんさいすすきもんふたもの）尾形乾山[注 3]
- 小倉山蒔絵硯箱
- 桐竹鳳凰蒔絵文台硯箱
- 菊蒔絵文台
- 清水・住吉蒔絵螺鈿西洋双六盤[注 4]
- 紙本金地著色日吉山王・祇園祭礼図　六曲一双　土佐光茂筆（令和6年度指定予定）[3]

典拠：2000年（平成12年）までの指定物件については、『国宝・重要文化財大全 別巻』（所有者別総合目録・名称総索引・統計資料）（毎日新聞社、2000）による。2001年以降の新指定物件および新規購入物件については個別に注を付した。

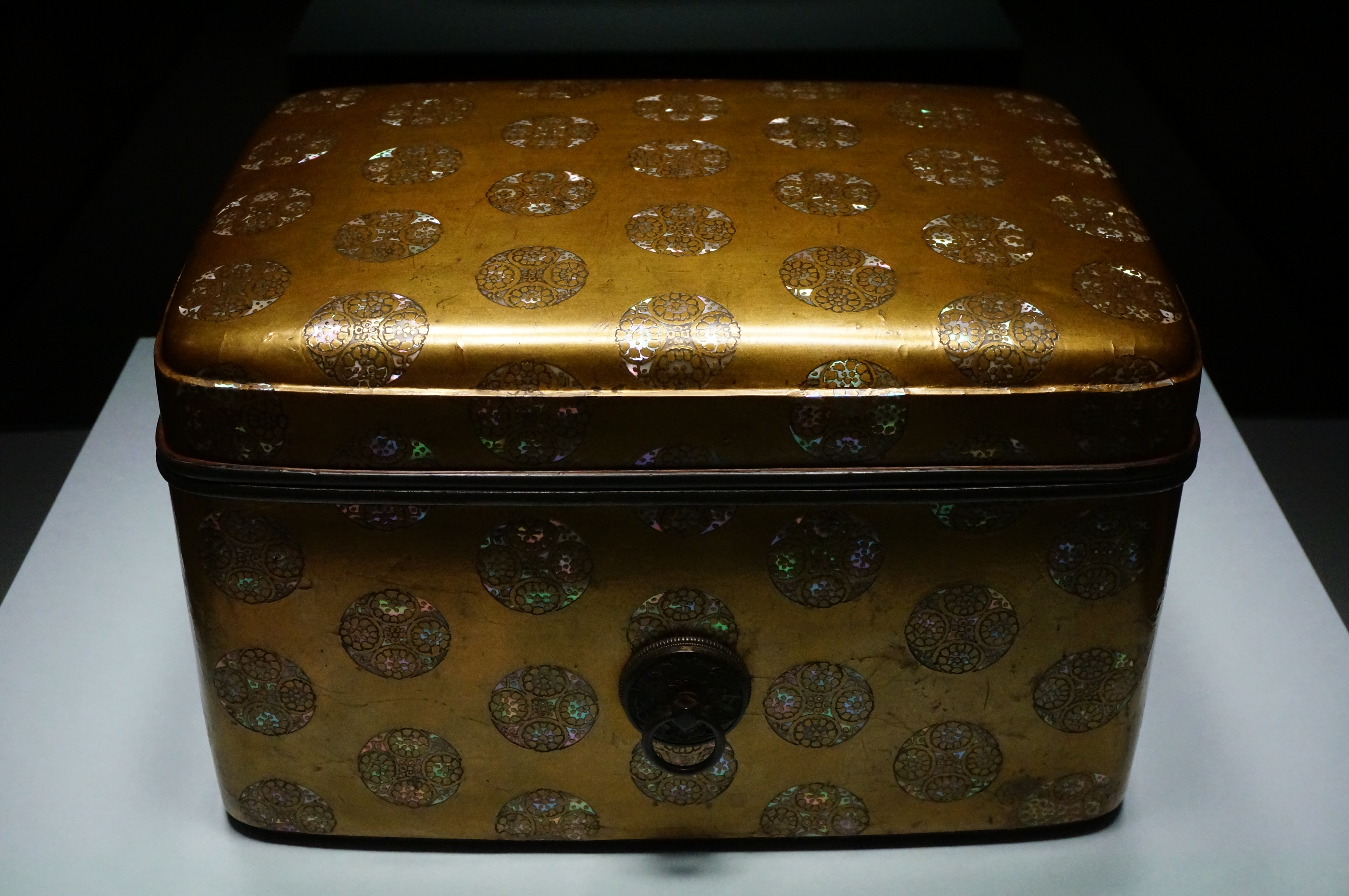
浮線綾螺鈿蒔絵手箱、13世紀、鎌倉時代、国宝
泰西王侯騎馬図（部分）桃山時代 重要文化財
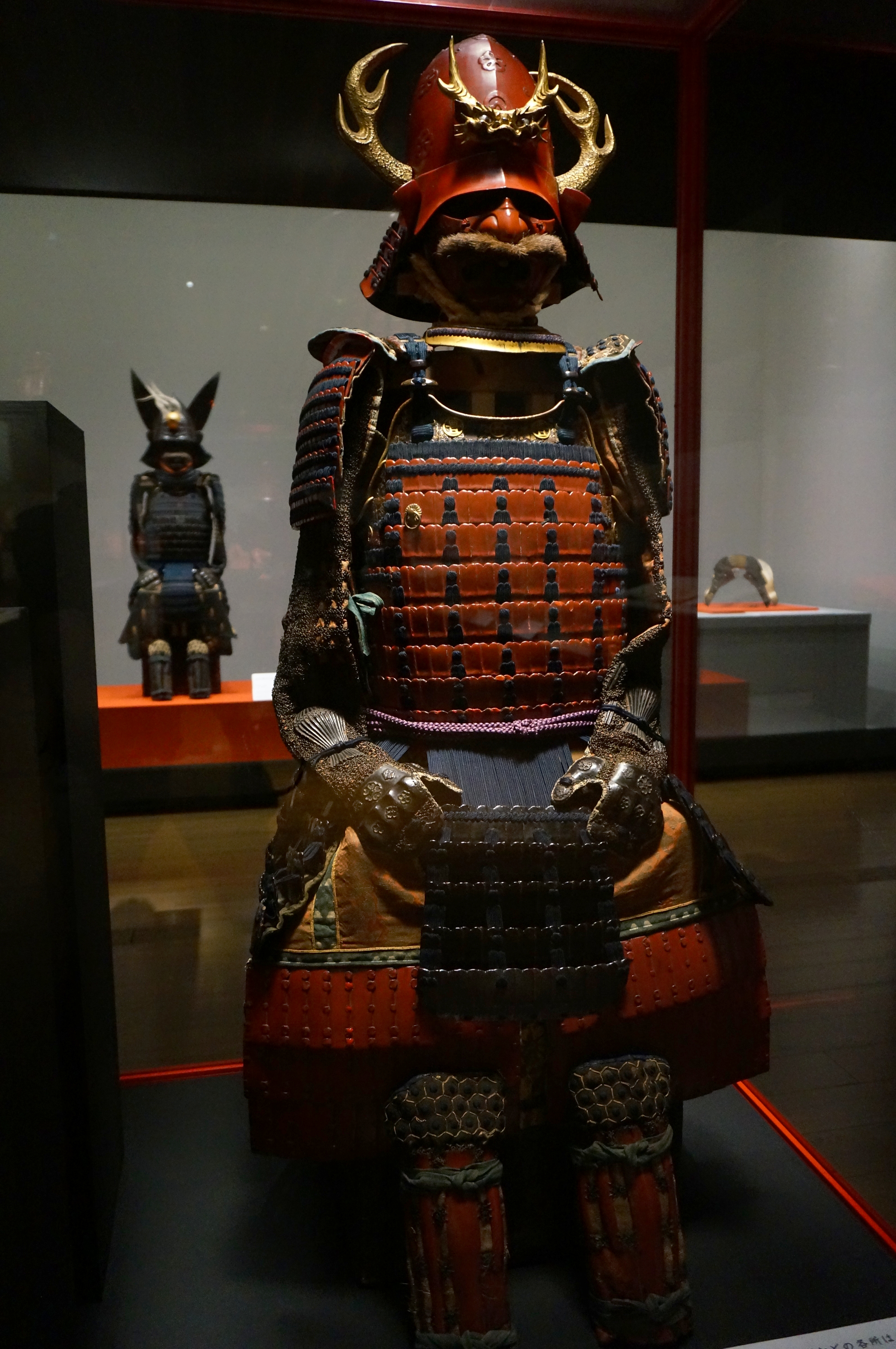
朱漆塗矢筈札紺糸素懸威具足（伝豊臣秀次所用）、16-17世紀、桃山時代
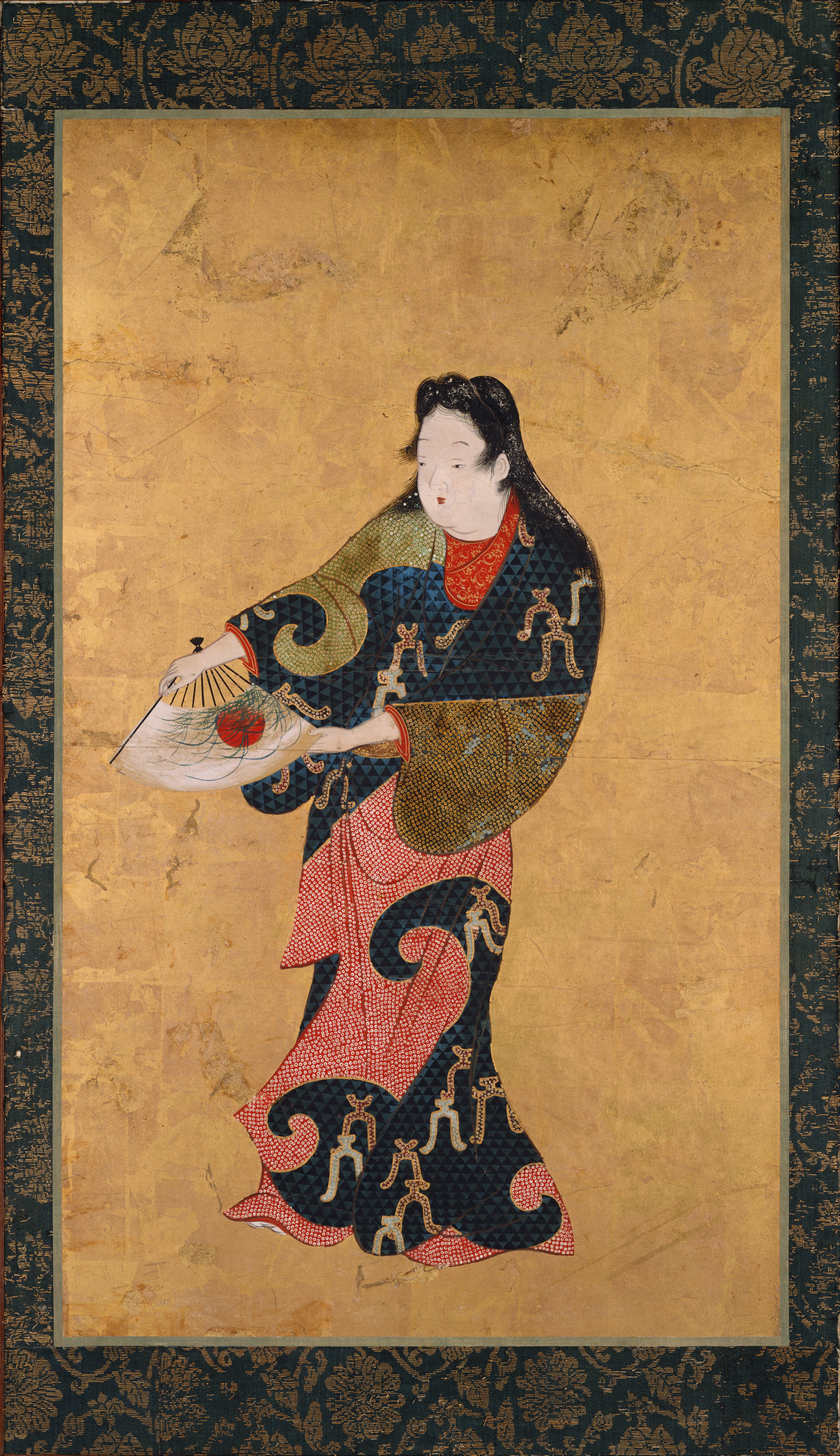
舞踊図（6面のうち）重要美術品[注 5]
桐鳳凰図 狩野探幽筆（右隻）
春夏花鳥図 狩野永納筆（左隻）
南蛮人渡来図 伝狩野山楽筆（右隻）重要文化財
武蔵野図 17世紀
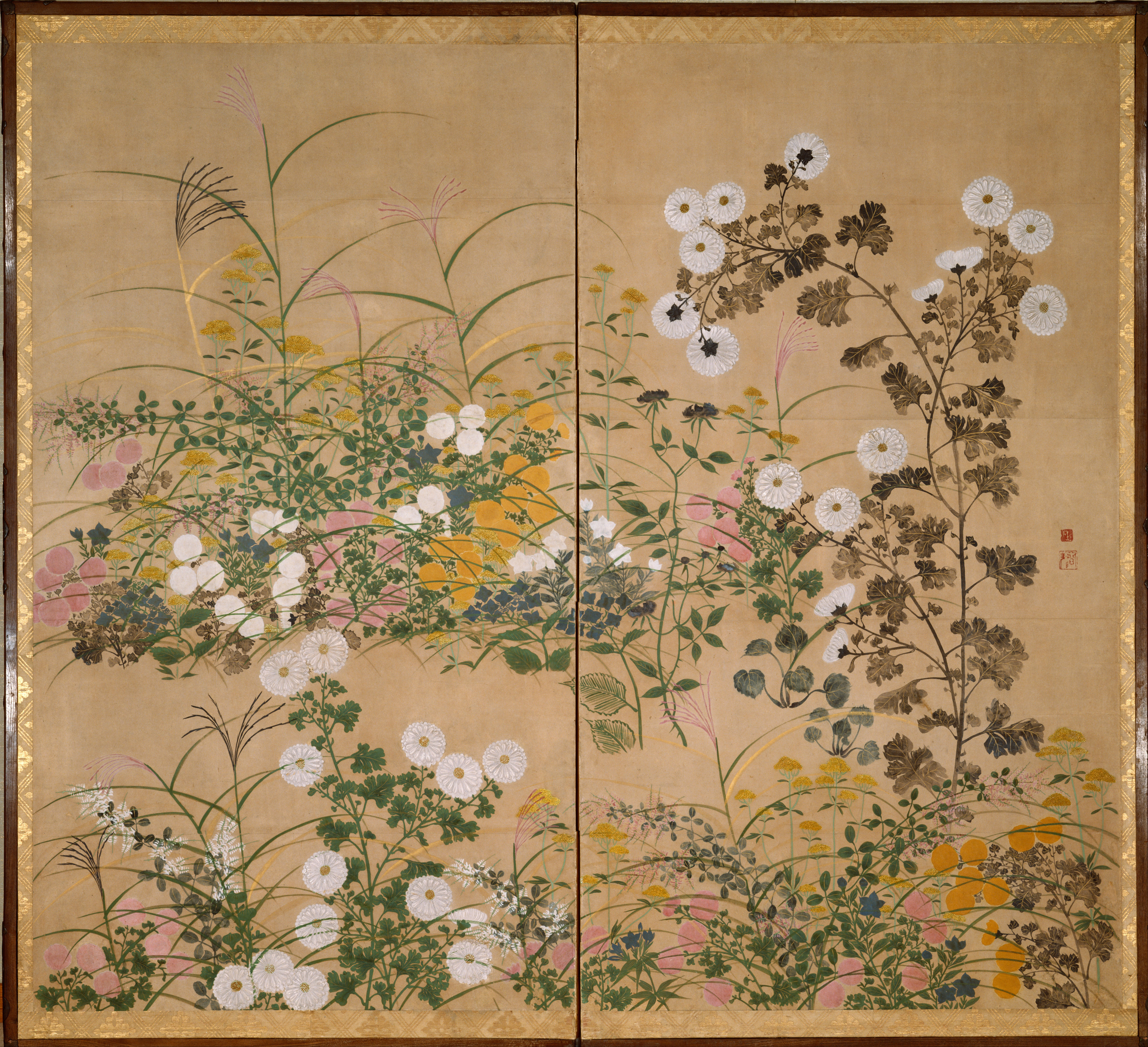
秋草図 伝尾形光琳筆（右隻）重要美術品
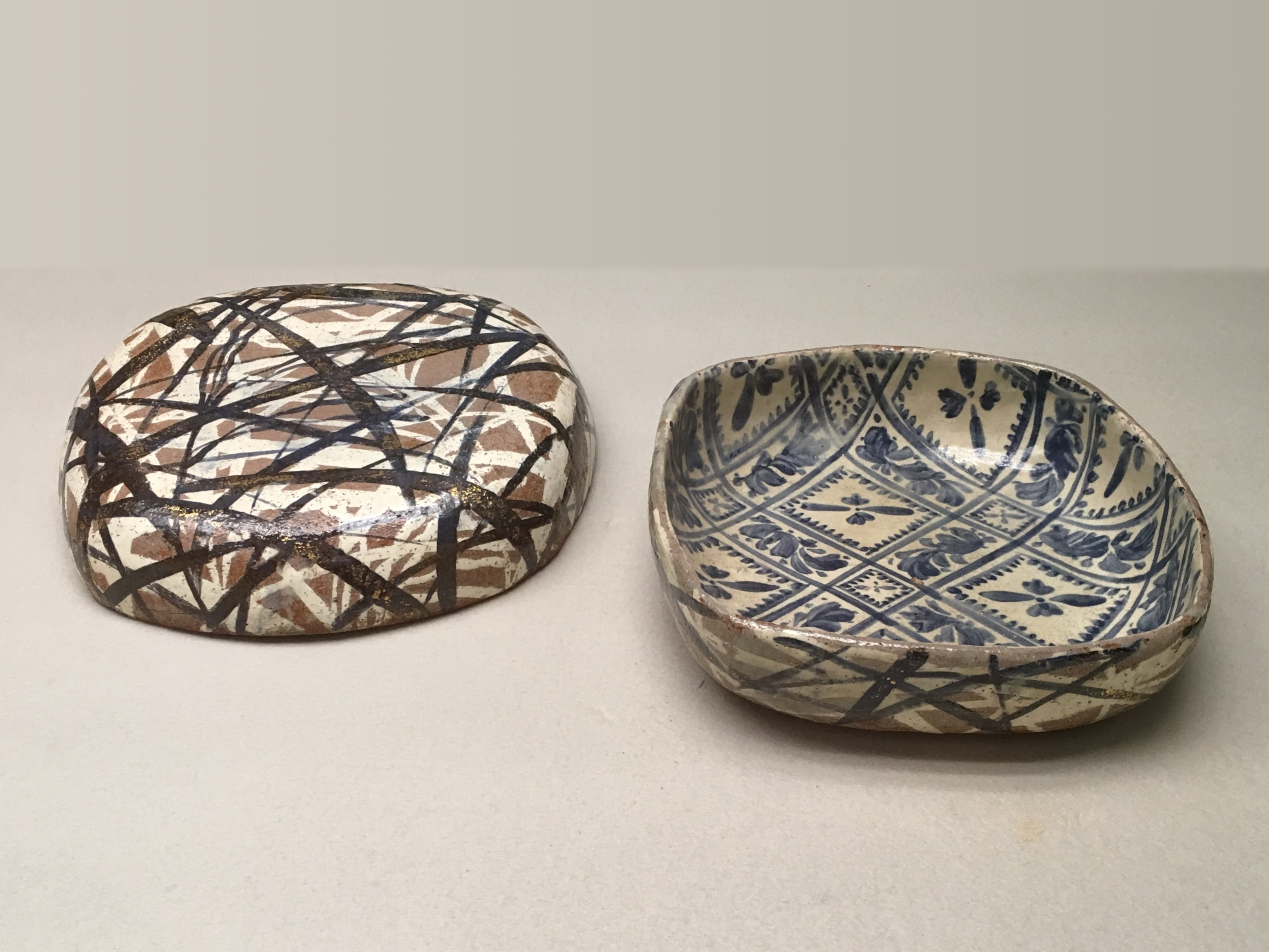
白藍絵金彩薄文蓋物 尾形乾山（重要文化財）
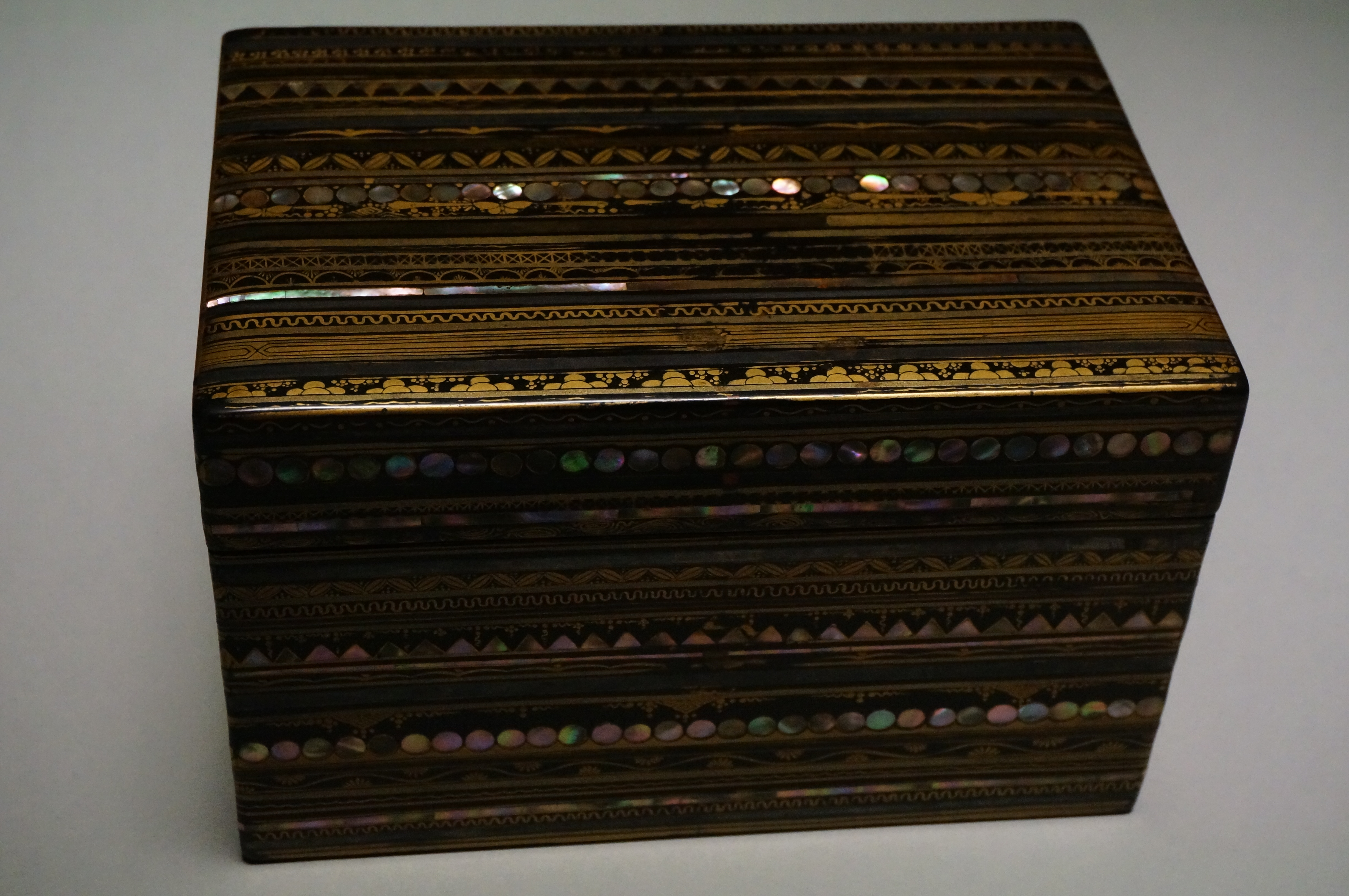
縞螺鈿蒔絵茶箱、17世紀、江戸時代
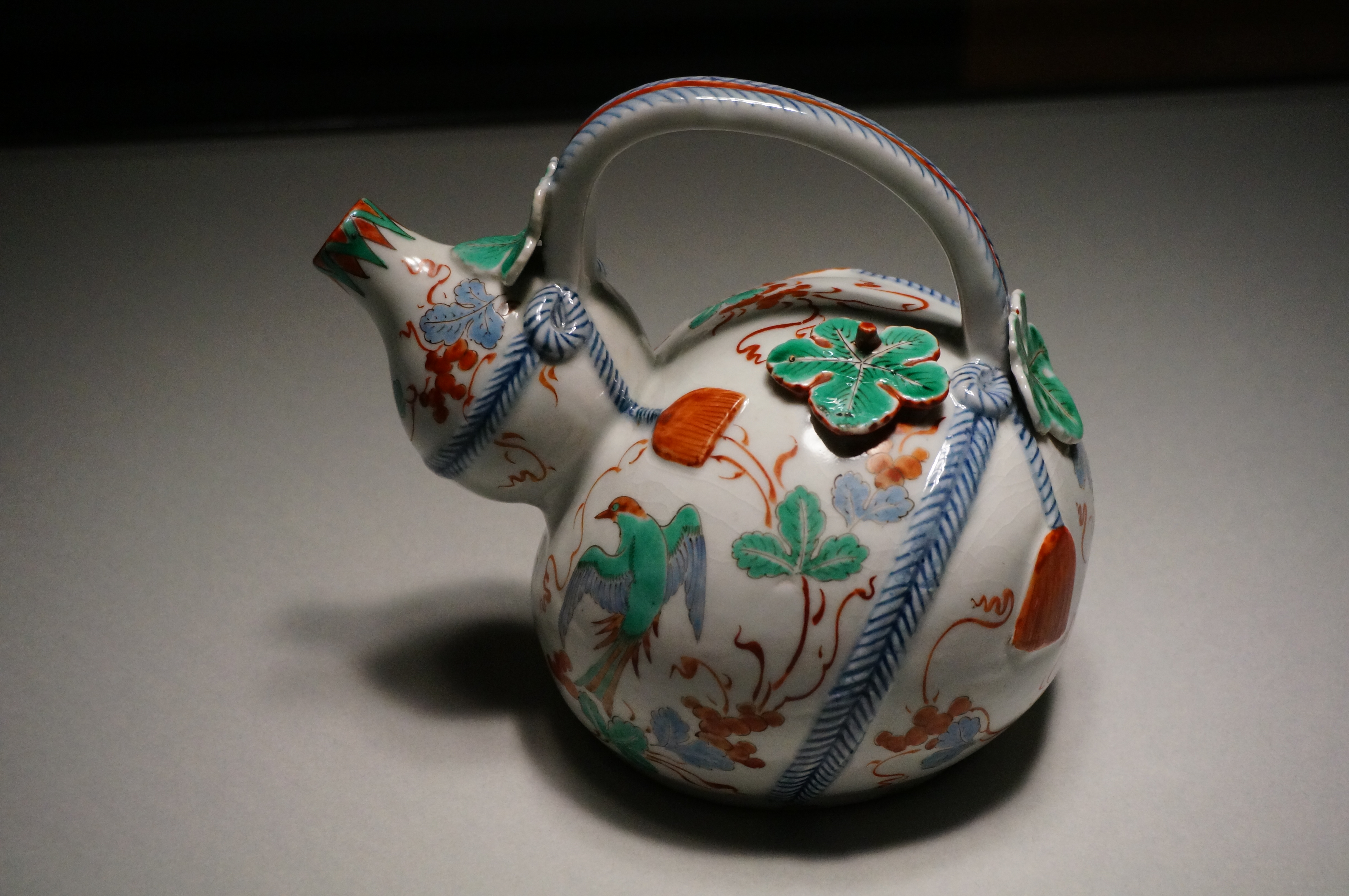
色絵葡萄鳥文瓢型酒注、有田焼、17世紀、江戸時代
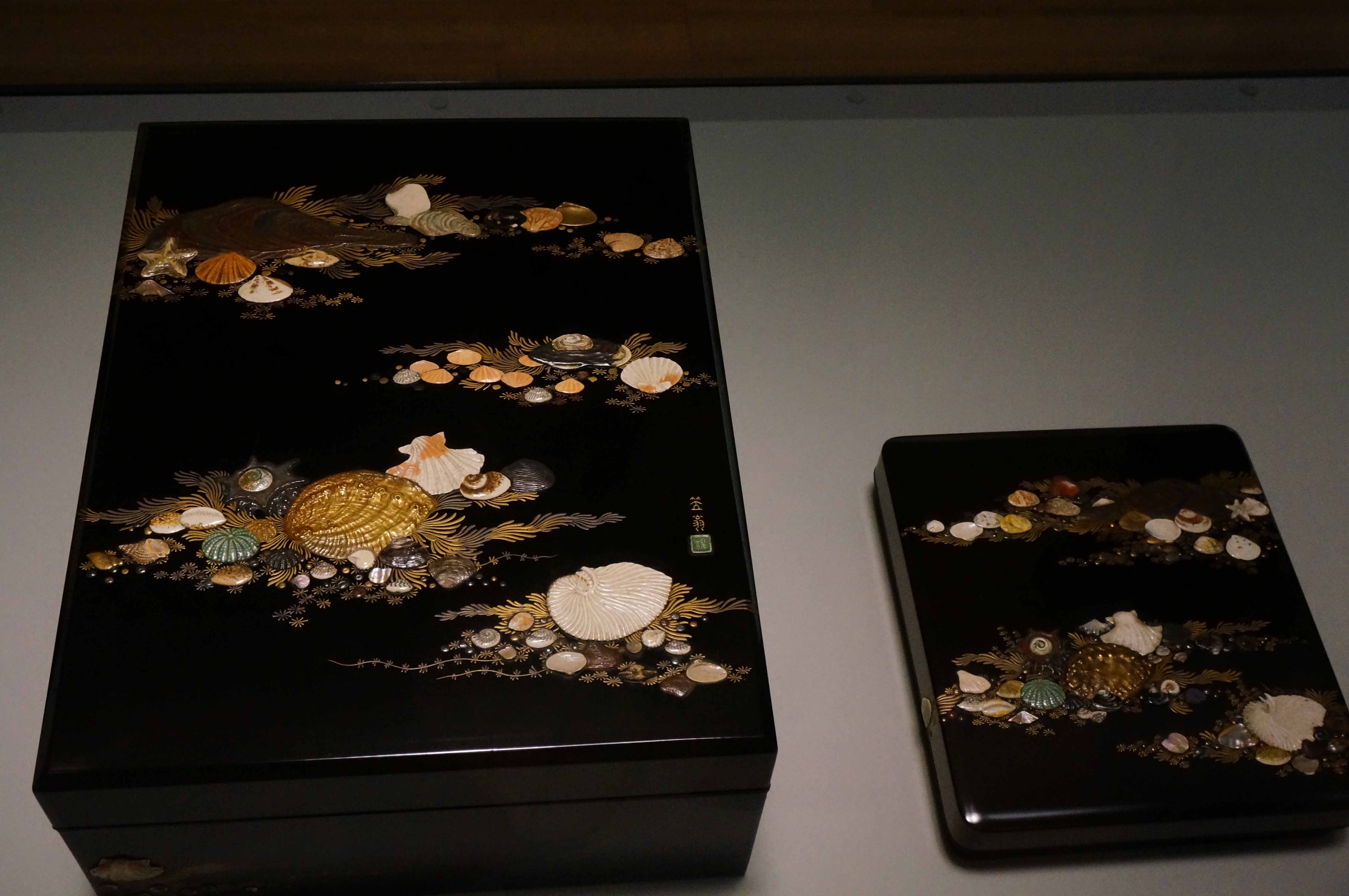
貝尽蒔絵硯箱・料紙箱、小川破笠作、18世紀、江戸時代
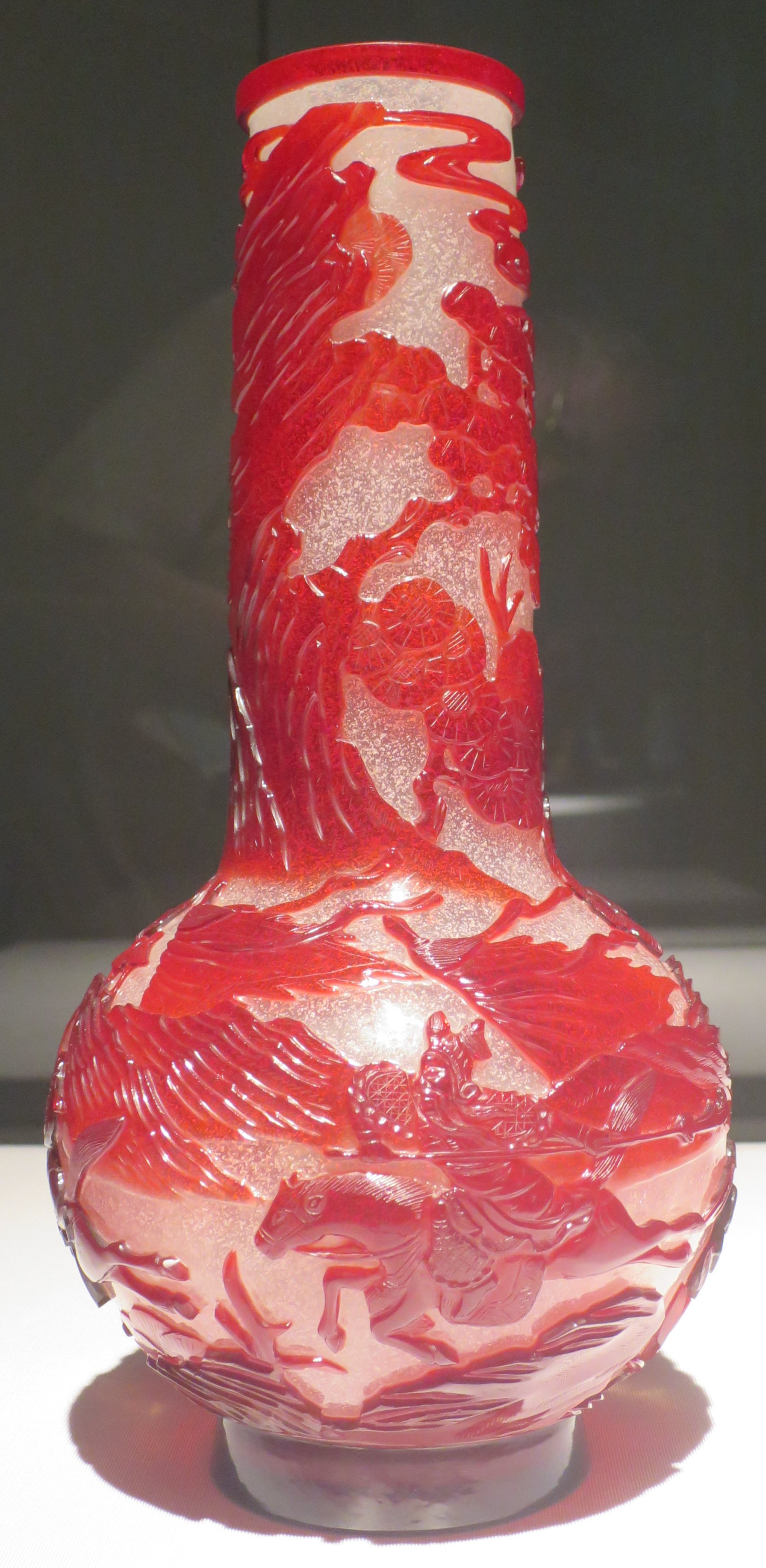
雪片地紅被騎馬人物文瓶（乾隆ガラス）　乾隆年製銘（中国・清時代）

## 建築概要
- 設計 - 隈研吾建築都市設計事務所
- 竣工 - 2007年
- 全体面積 - 約4,700m2
- 展示室面積 - 約1,000m2